# Decollazione di san Giovanni Battista (Caravaggio)
La Decollazione di San Giovanni Battista è un dipinto di Caravaggio realizzato in olio su tela (361x520 cm) nel 1608. Grazie a questa opera Caravaggio ottenne l'onore della Croce di Malta. Quest'opera è conservata nell'Oratorio di San Giovanni Battista dei Cavalieri nella Concattedrale di San Giovanni a La Valletta (Malta).
Quando il pittore fuggì dall'isola poco dopo, la bolla con cui veniva radiato dall'ordine fu letta proprio davanti a questo quadro.

## Storia
Il quadro fu commissionato a Caravaggio dalla Compagnia della Misericordia, quindi a ciò si dovrebbe la centralità, nell'opera, dell'omonimo pugnale.
Caravaggio precorre quelle che saranno le istruzioni di Federico Borromeo in materia d'arte sacra (De pictura sacra, 1624), là dove, a proposito della rappresentazione della decollazione del Battista, si raccomanda di "ritrarre l'orrido e tetro carcere".
Essendo stato nominato Cavaliere di Grazia poco prima dell'esecuzione del dipinto, Caravaggio lo firmò col sangue che schizza dalla testa del Santo, come "F(rà) Michelangelo" (ma l'ultima parte della firma è illeggibile, a causa di una caduta di colore improvvisa). Questo particolare, assieme alle grandi dimensioni (le più grandi dell'opus caravaggesco) rendono l'opera più che unica; la firma dal sangue è inoltre un chiaro riferimento al motto dei cavalieri ex sanguine virtutem traho ("dal sangue traggo virtù [e forza]") ed è posto in chiara correlazione col battesimo di cui San Giovanni fu il rappresentante assoluto.

## Descrizione
Nella tela sono rappresentati il carceriere imperterrito, il boia che s'appresta a vibrare il colpo finale, una giovane che porta un bacile su cui raccoglierà la testa del Battista e una vecchia che si copre il volto con le mani per l'orrore; sulla destra due carcerati assistono da una grata alla scena.
In questo quadro il rapporto figure-spazio è rovesciato a vantaggio di quest'ultimo, tanto da creare ampie zone di vuoto, mentre attenuando i contrasti luministici, l'artista immerge la scena nella penombra.
Il Santo è colto negli ultimi spasmi di vita, con le mani legate dietro le spalle, e indossa l'abituale veste di peli di cammello intrecciati (suo emblema), ed una tunica rossa (rimando al futuro martirio di Cristo suo cugino, a cui assomiglia anche esteticamente e fisicamente).
Al centro della composizione è  un mannarino, col quale il boia s'appresta a staccare la testa dal busto; al di sotto del Santo la spada con cui era stato scagliato il primo colpo, mentre una corda recisa e fissata ad un anello sulla parete a destra fa intuire cos'era successo qualche istante prima, quando il Santo era stato slegato e portato avanti.
Il muro vuoto della prigione interrotto dalle inferriate, i due prigionieri che osservano la scena ed il tono cupo dell'opera rimandano ad una spietata esecuzione, eseguita alle prime luci dell'alba.